# مارلوو ویلیج (مریلند)
مارلوو ویلیج (به انگلیسی: Marlboro Village) شهری در ایالت مریلند کشور ایالات متحده آمریکا است که جمعیت آن در سرشماری سال ۲۰۱۰ میلادی، ۹٬۴۳۸ نفر بوده‌است.